# نوری ذیاب
نوری ذیاب (انگلیسی: Nouri Dhiab; ۱ ژوئیهٔ ۱۹۴۳ – ۲۲ ژوئن ۲۰۲۰) بازیکن فوتبال اهل عراق بود.
وی همچنین در تیم ملی فوتبال عراق بازی کرده‌است.